# Phumosia cuthbertsoni
Phumosia cuthbertsoni este o specie de muște din genul Phumosia, familia Calliphoridae, descrisă de Zumpt în anul 1953. Conform Catalogue of Life specia Phumosia cuthbertsoni nu are subspecii cunoscute.